# 山口朝日放送
山口朝日放送（日语：／ Yamaguchi Asahi Hōsō */?）是日本的一家以山口縣為放送地域的電視台。為朝日電視台系列聯播網ANN的成員。簡稱為yab。1993年10月開播，是山口縣內第三個商業廣播公司。

## 外部連結
- 官方网站
- YouTube上的yab頻道
- yabビープくん的X（前Twitter）
- 山口朝日放送的Facebook專頁
- 山口朝日放送的Instagram帳戶